# Miranda Henriques (sobrenome)
Miranda Henriques (usualmente «de Miranda Henriques») é um apelido de família da onomástica portuguesa. Foi um sobrenome comum entre nobres, militares e clérigos da Coroa portuguesa.

## Origens
O sobrenome Miranda Henriques surgiu do casamento entre Aires de Miranda (1460–1498) e Briolanja Henriques (n. 1426) celebrado por volta de 1484, Ela, filha de D. Fernando Henriques, 2º Senhor de Alcáçovas, com sua mulher D. Branca de Melo, senhora de Barbacena (Elvas). Já Aires de Miranda, que foi alcaide-mor de Vila Viçosa, era filho de Martim Afonso de Miranda, 'o Cavalo', Segundo Morgado de Patameira, com D. Genebra Pereira de Figueiredo.
Este sobrenome existiu em Portugal apenas até 1815, visto que por volta de 1745 Fernando Xavier de Miranda Henriques recebeu de Francisco de Mascarenhas, então «Primeiro Conde de Sandomil», o título de «Segundo Conde de Sandomil», o qual passou a seu filho, Luís José Xavier de Miranda Henriques, tornando-o «Terceiro Conde de Sandomil» ainda em vida do pai.
Contudo, ele viria a falecer antes do próprio pai, cabendo, desse modo, a representação da família a António Xavier de Miranda Henriques (m. 1815), o qual, por ser clérigo eleito de Lisboa, não pôde herdar os bens vinculados, o título nem gerar sucessão. António Xavier foi, portanto, o último a carregar este sobrenome em Portugal.
O sobrenome Miranda Henriques sobreviveu, porém, por meio dos descendentes de militares da Coroa nas ex-colônias portuguesas, sobretudo no Brasil.

## Alguns expoentes da família
- Aires Gonçalves de Miranda, militar português
- Aleixo de Miranda Henriques, religioso português
- António José de Miranda Henriques, visconde português
- Bernardo de Miranda Henriques, militar português
- Francisco Xavier de Miranda Henriques, sr., militar português
- Rodrigo de Miranda Henriques, o 1.º, militar e governante português
- Rodrigo de Miranda Henriques, o 1.º, religioso português
- Manuel Lobo de Miranda Henriques, político brasileiro
- Adauto Aurélio de Miranda Henriques, religioso brasileiro